# ダニエル・スピールマン
ダニエル・アラン・スピールマン（Daniel Alan Spielman, 1970年3月1日 - ）は、アメリカの数学者。2006年よりイェール大学の応用数学と計算機科学の教授を務めている。2018年時点で、イェール大学の計算機科学のSterling教授である。また、イェールネットワーク科学研究所（the Yale Institute for Network Science）の共同所長を設立から務め、イェール大学に新たに設立された統計・データ科学学科長でもある。

## 教育
スピールマンは、ペンシルベニア州のフィラデルフィアに生まれ、フィラデルフィア・スクールとジャーマンタウン・フレンズ・スクールに入学した。1992年にイェール大学にて数学と計算機科学の学士号を得、1995年にマサチューセッツ工科大学にて応用数学の博士号（論文のタイトルは『計算効率の良い誤り訂正符号とホログラフィック証明（Computationally Efficient Error-Correcting Codes and Holographic Proofs）』）を得た。スピールマンは、1996年から2005年までMITの数学科で教鞭を執った。

## 受賞
スピールマンと共同研究者の滕尚華（タン・シャンフア）は、共同でゲーデル賞を2度受賞した。一度目は、2008年にアルゴリズムの平滑化解析に関する業績に対して、二度目は、ほぼ線形時間ラプラシアンソルバー（nearly-linear-time Laplacian solvers）に関する業績に対してである。
2010年、スピールマンは「線形プログラミングの平滑化解析と、グラフベース符号のアルゴリズム、グラフ理論の数値計算の応用への貢献」に対してネヴァンリンナ賞を受賞し、同年、計算機協会のフェローに選ばれた。
2012年、スピールマンは「好奇心を原動力とする研究（curiosity driven research）」に対して5年間で66万ドルを支給する「サイモンズ研究者（Simons Investigators）」の一期生になった。
2012年10月、スピールマンはマッカーサー・フェローに選ばれた。
2013年、アダム・マーカス（数学者）とニクヒル・スリヴァスタヴァと共同で、スピールマンはカディソン・シンガー問題を肯定的に解決し、2014年ポリヤ賞 (応用数理学会)を受賞した。
2010年ハイデラバードにて、国際数学者会議の基調講演者を務めた。
2017年、米国科学アカデミーの会員に選ばれた。
2022年、スピールマンは「スペクトルグラフ理論、カディソン・シンガー問題、数値線形代数学、最適化、符号理論を含む理論計算機科学と数学に対する画期的な貢献」に対し、数学ブレイクスルー賞を受賞した。